# Разложение Шмидта
Разложение Шмидта — определённого типа выражение для вектора в тензорном произведении двух гильбертовых пространств.
По сути является переформулировкой сингулярного разложения для матриц.
Имеет многочисленные приложения в квантовой теории информации, например в запутанности.
Hазванo в честь Эрхардa Шмидтa.

## Формулировка
Пусть {\displaystyle H_{1}} и {\displaystyle H_{2}} — гильбертовы пространства от размерностей {\displaystyle m} и {\displaystyle n} соответственно.
Предположим {\displaystyle m\geq n}.
Тогда для любого вектора {\displaystyle w} в тензорном произведении {\displaystyle H_{1}\otimes H_{2}} существуют ортонормированные наборы векторов {\displaystyle \{u_{1},\ldots ,u_{n}\}\subset H_{1}} и {\displaystyle \{v_{1},\ldots ,v_{n}\}\subset H_{2}} такие, что
{\displaystyle w=\sum _{i=1}^{n}\alpha _{i}u_{i}\otimes v_{i},}
где {\displaystyle \alpha _{i}} вещественные неотрицательные числа.
Более того, мультимножество {\displaystyle \{\alpha _{1},\dots ,\alpha _{n}\}}, однозначно определяется {\displaystyle w}.

### Замечания
- Наборы векторов  {\displaystyle \{u_{1},\ldots ,u_{n}\}\subset H_{1}} и {\displaystyle \{v_{1},\ldots ,v_{n}\}\subset H_{2}} называются базисами Шмидта для {\displaystyle w}.
- Числа {\displaystyle \{\alpha _{1},\dots ,\alpha _{n}\}} называются коэффициентами Шмидта для {\displaystyle w}.